# اینوکوم
اینوکوم (انگلیسی: Inokom) شرکت خودروسازی مالزیایی است، که در سال ۱۹۹۲ تأسیس شد.